# Сервет Пеллумбі
Сервет Пеллумбі (алб. Servet Pëllumbi; нар. 14 грудня 1936, Корча) — албанський політичний діяч з Соціалістичної партії.

## Біографія
З 1955 по 1960 він вивчав філософію у Ленінградському університеті, а потім працював викладачем. Крім того, він був ідеологом Партії праці і автором багатьох статей у журналах. У 1991 році він став заступником голови Соціалістичної партії Албанії. У 1992 Пеллумбі вперше став членом Народних зборів, спікер парламенту з 2002 по 2005.